# Laverda Hockey Breganze 1979
Questa voce raccoglie le informazioni riguardanti il Laverda Hockey Breganze nelle competizioni ufficiali della stagione 1979.

## Maglie e sponsor
| 1ª divisa |

## Rosa
| N° | Naz.              | Ruolo | Sportivo            |  |  |  |
| -- | ----------------- | ----- | ------------------- |  |  |  |
| ?  | Italia (bandiera) | E     | Francesco Brian     |  |  |  |
| ?  | Italia (bandiera) | E     | Mario Carraro       |  |  |  |
| ?  | Italia (bandiera) | P     | Gasparotto          |  |  |  |
| ?  | Italia (bandiera) | E     | Franco Girardelli   |  |  |  |
| ?  | Italia (bandiera) | E     | Mariano Guerra      |  |  |  |
| ?  | Italia (bandiera) | E     | Carlo Maculan       |  |  |  |
| ?  | Italia (bandiera) | E     | Giorgio Maculan     |  |  |  |
| ?  | Italia (bandiera) | E     | Gianni Pallaro      |  |  |  |
| ?  | Italia (bandiera) | P     | Giambattista Stella |  |  |  |
| ?  | Italia (bandiera) | E     | Valerio             |  |  |  |

- Allenatore:  Mario Carraro